# Polyergus
Polyergus és un gènere de formigues de la subfamília dels formicins (Formicinae). Té una distribució holàrtica, incloent-hi la península Ibèrica.

## Espècies
El gènere Polyergus inclou 14 espècies, de les quals una viu a la península Ibèrica:
- Polyergus bicolor Wasmann, 1901
- Polyergus breviceps Emery, 1893
- Polyergus longicornis Smith, 1947
- Polyergus lucidus Mayr, 1870
- Polyergus mexicanus Forel, 1899
- Polyergus montivagus Wheeler, 1915
- Polyergus nigerrimus Marikovsky, 1963
- Polyergus oligergus Trager, 2013
- Polyergus ruber Trager, 2013
- Polyergus rufescens (Latreille, 1798) - present a la Península Ibèrica[2]
- Polyergus samurai Yano, 1911
- Polyergus sanwaldi Trager, 2013
- Polyergus topoffi Trager, 2013
- Polyergus vinosus Trager, 2013